# Grand Prix Eco-Struct
Le Grand Prix Eco-Struct, Grote Prijs Eco-Struct en néerlandais, auparavant Grand Prix Euromat, est une course cycliste sur route féminine se déroulant à Schellebelle. Elle fait partie du calendrier UCI depuis 2020 et est classée en 1.2.

## Palmarès
| Année | Vainqueur         | Deuxième         | Troisième           |
| ----- | ----------------- | ---------------- | ------------------- |
| 2020  | Lorena Wiebes     | Charlotte Kool   | Susanne Andersen    |
| 2021  | Lorena Wiebes     | Susanne Andersen | Amber van der Hulst |
| 2022  | Charlotte Kool    | Rachele Barbieri | Lorena Wiebes       |
| 2023  | Amalie Dideriksen | Lara Gillespie   | Mirre Knaven        |
| 2024  | Chiara Consonni   | Anniina Ahtosalo | Daria Pikulik       |